# Educația în Republica Moldova

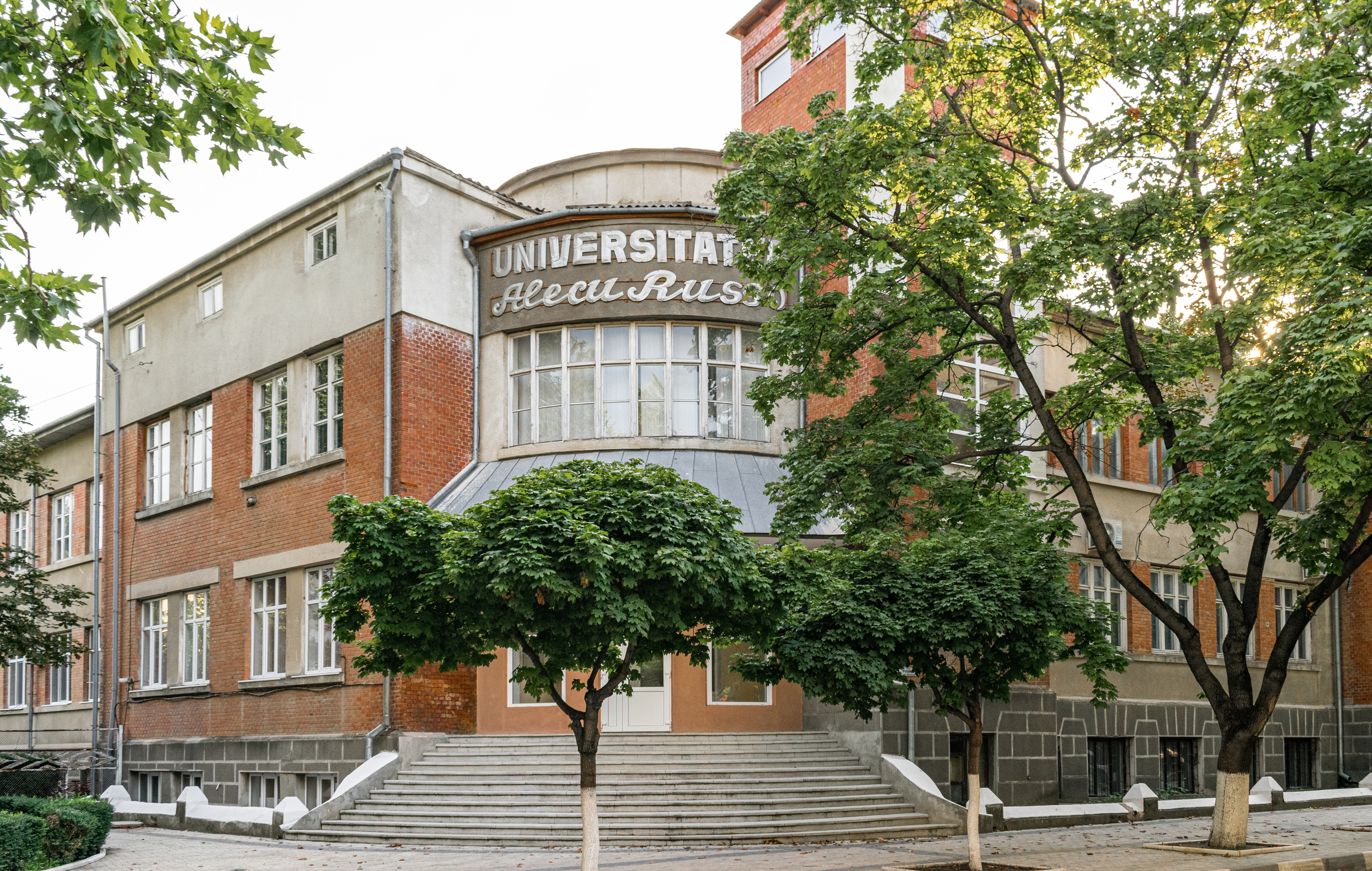
Universitatea de Stat Alecu Russo

În prezent, educația în Moldova este responsabilitatea Ministerului Educației și Cercetării.

## Istoric
În 1990, moldoveanul mediu a petrecut șase ani în școală și doar 30% dintre persoanele cu vârsta mai mare de 15 ani au absolvit învățământul secundar. După sfârșitul regimului sovietic, au fost stabilite reforme care impuneau cetățenilor să primească o educație de bază timp de 10 ani, urmată de înscrierea într-o școală tehnică sau într-o instituție de învățământ superior.

## Învățământul primar și secundar
Începând cu anul școlar 2007-2008, Moldova avea zece tipuri de școli primare și secundare:
- Grădinițele primesc copii de la 3 la 5-6 ani.
- Școli primare, clasele 1-4
- Gimnazii, clasele 5-9
- Licee, clasele 10-12, examen de Bacalaureat
- Școli generale, clasele 10-11, fără examen de Bacalaureat, nu pot continua cu învățământul superior.
- Școli serale
- Școli profesionale, 3 ani (clasele 10-12), fără examen de Bacalaureat, dar pot continua cu învățământul superior
- Licee profesionale, 3 ani (clasele 10-12), examen de Bacalaureat
- Colegii, 3 până la 4 ani, examen de Bacalaureat opțional, dar pot continua cu învățământul superior
- Școlile speciale, clasele 1-11, fără examen de Bacalaureat, nu pot continua cu învățământul superior

### Convenții de notare
Cea mai mică notă (calificativ) în sistemul educațional moldovenesc este 1, iar cea mai mare este 10. Pentru a promova un curs, o materie sau un examen, elevul trebuie să obțină o notă de 5 sau mai mare.

## Învățământ superior
În Moldova, există 19 instituții de învățământ superior de stat și 12 private, cu un total de 81.669 de studenți în 2015-16.
În universitățile, institutele și academiile din Moldova există 6.200 de cadre didactice (în medie 1 cadru didactic la 20,3 studenți). Dintre aceștia, doar 2.700 (43%) dețin diplome de doctorat, dintre care 358 (5,8%) dețin și cel mai înalt grad academic: abilitare. Cadrele didactice moldovenești predau de obicei aproximativ 20 de ore pe săptămână (unul dintre cele mai mari volume de muncă din lume).
52,5% dintre studenți se specializează în economie, drept, științe sociale sau în unele domenii pe care Ministerul Educației din Moldova le numește pe site-ul său „domenii de formare profesională”, 18,4% studiază inginerie și arhitectură, 16,0% - educația. În total, sunt oferite 90 de specialități.
101.100 de studenți, sau 80,2%, își plătesc studiile (de la 2.000 la 7.300 de lei moldovenești pe an, adică de la 120 la 430 de euro pe an). Statul încearcă să crească numărul de locuri oferite gratuit la admiterea studenților în universitățile publice: 5.085 în 2001, 5.290 în 2002, 5.628 în 2003, 6.354 în 2004, 7.048 în 2005, 7.835 în 2006, dar această rată (54% în 5 ani) este mai mică decât rata de creștere (65% în aceeași perioadă) a numărului total de locuri. 15% din locurile gratuite sunt rezervate și distribuite candidaților proveniți din familii cu venituri reduse. Pentru a veni în sprijinul acestora, statul acordă burse pentru 70% din studenții care ocupă locurile gratuite, adică pentru 14,4% din numărul total de studenți. De la 1 ianuarie 2006, aceste burse sunt în trei categorii: 210, 230 sau 270 de lei moldovenești pe lună, adică 12, 14 sau, respectiv, 16 euro pe lună.
78,4% dintre elevi studiază în limba română, corespunzând aproximativ grupului lingvistic respectiv, în timp ce 19,5% studiază în limba rusă (inclusiv membri ai altor grupuri lingvistice precum găgăuz sau bulgar). Limbile străine au devenit din ce în ce mai puțin populare în ultimii ani: 1,8% au studiat engleza sau franceza în anul școlar 2010-2011, față de 3,2% în 2006.
Consiliul Național de Acreditare și Atestare este o organizație care aprobă programele de examen pentru doctoranzi, conferă grade științifice și grade științifice și pedagogice. Consiliul publică online toate tezele de doctorat care sunt elaborate și susținute în Republica Moldova.

### Curriculum
În prezent, absolvenții primesc două tipuri de diplome: un tip pentru îndeplinirea programului de studii și a examenului de licență și un al doilea tip, dacă, în plus, scriu o lucrare de diplomă de licență.
Ministerul Educației definește obiectivul său strategic pentru învățământul superior ca fiind „integrarea în spațiul european comun pentru învățământul superior și participarea activă la construcția acestuia”. În 2005 Moldova a semnat angajamentul de a implementa acordurile procesului Bologna. Având în vedere acest lucru, de atunci au fost operate mai multe schimbări:
- reorganizarea de la 1 septembrie 2005 a învățământului superior într-un ciclu de licență de 3–4 ani și un ciclu de master de 1-2 ani
- angajamentul de a copia legile europene și de a le adopta integral
- elaborarea și punerea în aplicare a unui plan-cadru pentru primul ciclu (licență)
- elaborarea unei noi Liste de clasificare a specialităților pentru ciclul de licență
- elaborarea unui ghid de implementare pentru un viitor sistem național de credite transferabile și instituționalizarea acestui sistem în toate universitățile și colegiile.
- punerea în aplicare a introducerii unui dosar educațional într-un format european unic, ca supliment la diploma de licență

Obiectivele declarate ale Ministerului Educației în luarea acestor măsuri sunt:
- îmbunătățirea calității învățământului superior din țară
- creșterea mobilității naționale și internaționale a studenților și cadrelor didactice
- preluarea și implementarea „valorilor educației universitare europene” în sistemul educațional al Republicii Moldova

Calitatea învățământului superior a fost declarată o prioritate. În acest context, o prioritate primordială este declarată implementării Cadrului Național al Calificărilor pentru Formarea Profesională, care va determina „finalitățile și competențele educaționale”, „minimul obligatoriu de realizare în învățământul superior” și va facilita într-un fel creșterea „calității pregătirii absolvenților pentru economia națională” și, de asemenea, va contribui într-un fel la „asigurarea creșterii continue a calității educației”.
Universităților și colegiilor li se cere să înceapă să creeze propriile „sisteme de management intern al calității”, cu scopul de a „organiza procesul intern de asigurare a calității, în conformitate cu standardele naționale și cu cerințele sistemelor de evaluare externă”.